# Haferwisch
Haferwisch ist ein Ortsteil der Gemeinde Oesterwurth im Kreis Dithmarschen. Der Ort besteht aus einer langgezogenen Hofwurtenreihe, die im Rahmen des mittelalterlichen Landesausbaus in das vermoorte Sietland entstand. 

## Geschichte
Einige Wurten bei Haferwisch sind jedoch weit älter und stammen aus dem 2. bis 4. Jahrhundert n. Chr., wie archäologische Untersuchungen gezeigt haben.
Am 1. April 1934 wurde die Kirchspielslandgemeinde Wesselburen aufgelöst. Alle ihre Dorfschaften, Dorfgemeinden und Bauerschaften wurden zu selbständigen Gemeinden/Landgemeinden, so auch Haferwisch-Poppenwurth.
Die Gemeinde Haferwisch-Poppenwurth wurde am 1. Januar 1975 in die Gemeinde Oesterwurth eingegliedert.